# Kabinet Ardern-Hipkins
Het kabinet Ardern-Hipkins was de regering van Nieuw-Zeeland tussen 26 oktober 2017 en 27 november 2023. Het was in totaal de zesde regering die geleid werd door de Labour-partij. Partijleider Jacinda Ardern fungeerde als premier.
Het kabinet Ardern I regeerde tussen 2017 en 2020, aansluitend was tot 2023 het kabinet Ardern II aan de macht. Ardern kondigde in januari 2023 aan voortijdig terug te stappen: later die maand werd Chris Hipkins verkozen als haar opvolger. Hij gaf leiding aan het kabinet-Hipkins tot 27 november 2023.

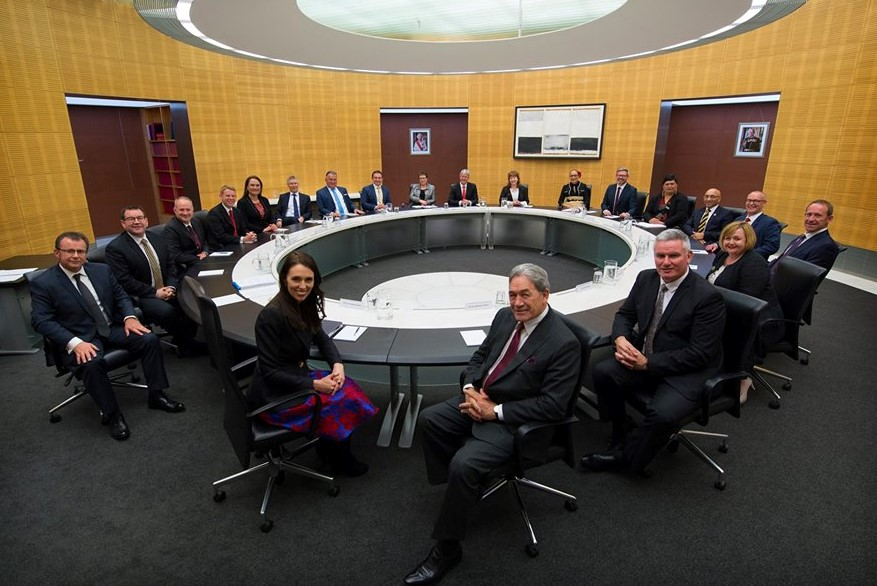
Eerste zitting van de regering, 26 oktober 2017

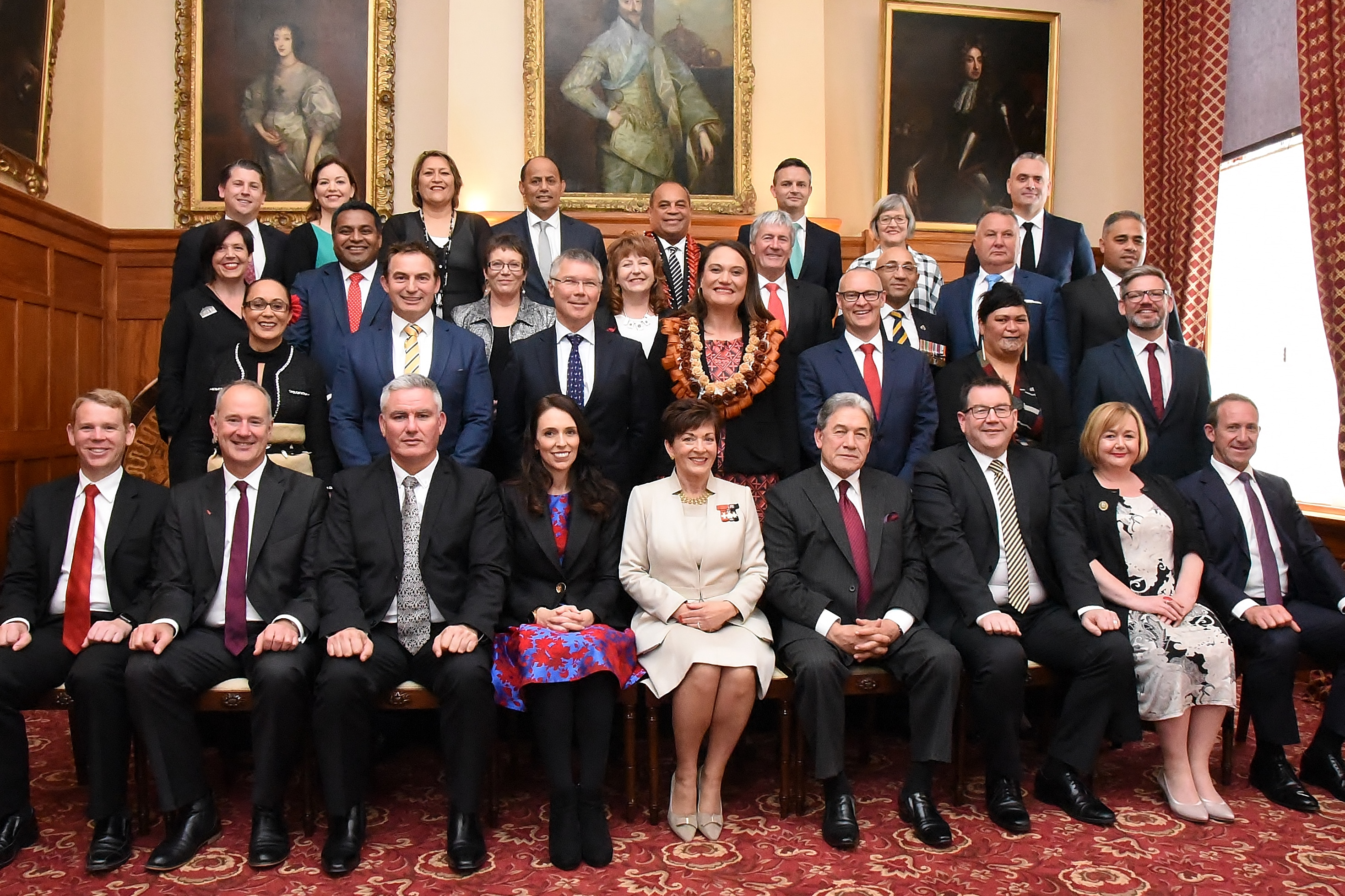
De regering van Nieuw-Zeeland na beëdiging in 2017

## Kabinet Ardern I
Het kabinet Ardern I trad op 26 oktober 2017 aan, na de overwinning van Labour bij de parlementsverkiezingen van 2017. Het betrof een coalitie met New Zealand First en de Green Party of Aotearoa New Zealand. Op 27 juni 2019 werd een kabinetsherschikking doorgevoerd.
| Ambt | Naam | Naam               | Termijn                               | Partij   |
| --- | ---- | ------------------ | ------------------------------------- | -------- |
| Premier van Nieuw-Zeeland Minister voor Kunst, Cultuur en cultureel erfgoed Minister voor Kinderarmoede Minister van Nationale zekerheid en geheime dienst                                        |      | Jacinda Ardern     | 26 oktober 2017 tot 6 november 2020   | Labour   |
| Plaatsvervangend premier Minister van Buitenlandse Zaken en Handel Minister voor Kansspelen Minister voor Staatsondernemingen Minister voor Ontwapening en Wapencontrole (sinds 27 februari 2018) |      | Winston Peters     | 26 oktober 2017 tot 6 november 2020   | NZ First |
| Minister van Landbouw |      | Damien O'Connor    | 26 oktober 2017 tot 6 november 2020   | Labour   |
| Procureur-generaal |      | David Parker       | 26 oktober 2017 tot 6 november 2020   | Labour   |
| Minister van Bouw |      | Jenny Salesa       | 26 oktober 2017 tot 6 november 2020   | Labour   |
| Minister van Omroep, Communicatie en Digitale Media |      | Clare Curran       | 26 oktober 2017 tot 7 september 2018  | Labour   |
| Minister van Omroep, Communicatie en Digitale Media |      | Kris Faafoi        | 7 september 2018 tot 6 november 2020  | Labour   |
| Minister van Civiele Bescherming |      | Kris Faafoi        | 26 oktober 2017 tot 27 juni 2019      | Labour   |
| Minister van Civiele Bescherming |      | Peeni Henare       | 27 juni 2019 tot 6 november 2020      | Labour   |
| Minister van Klimaatverandering |      | James Shaw         | 26 oktober 2017 tot 6 november 2020   | Greens   |
| Minister van Handel en Consumentenbescherming |      | Kris Faafoi        | 26 oktober 2017 tot 6 november 2020   | Labour   |
| Minister van de Gemeenschap en het Vrijwilligerswerk |      | Peeni Henare       | 26 oktober 2017 tot 27 juni 2019      | Labour   |
| Minister van de Gemeenschap en het Vrijwilligerswerk |      | Poto Williams      | 27 juni 2019 tot 6 november 2020      | Labour   |
| Minister voor Natuurbecherming |      | Eugenie Sage       | 26 oktober 2017 tot 6 november 2020   | Greens   |
| Minister van het Penitentiair Systeem |      | Kelvin Davis       | 26 oktober 2017 tot 6 november 2020   | Labour   |
| Minister van Douane |      | Meka Whaitiri      | 26 oktober 2017 tot 20 september 2018 | Labour   |
| Minister van Douane |      | Kris Faafoi        | 20 september 2018 tot 27 juni 2019    | Labour   |
| Minister van Douane |      | Jenny Salesa       | 27 juni 2019 tot 6 november 2020      | Labour   |
| Minister van Defensie |      | Ron Mark           | 26 oktober 2017 tot 6 november 2020   | NZ First |
| Minister van Economische Ontwikkeling |      | David Parker       | 26 oktober 2017 tot 27 juni 2019      | Labour   |
| Minister van Economische Ontwikkeling |      | Phil Twyford       | 27 juni 2019 tot 6 november 2020      | Labour   |
| Minister van Onderwijs |      | Chris Hipkins      | 26 oktober 2017 tot 6 november 2020   | Labour   |
| Minister van Milieu |      | David Parker       | 26 oktober 2017 tot 6 november 2020   | Labour   |
| Minister van Financien |      | Grant Robertson    | 26 oktober 2017 tot 6 november 2020   | Labour   |
| Minister voor Visserij |      | Stuart Nash        | 26 oktober 2017 tot 6 november 2020   | Labour   |
| Minister van Volksgezondheid |      | David Clark        | 26 oktober 2017 tot 2 juli 2020       | Labour   |
| Minister van Volksgezondheid |      | Chris Hipkins      | 2 juli 2020 tot 6 november 2020       | Labour   |
| Minister van Volkshuisvesting |      | Phil Twyford       | 26 oktober 2017 tot 27 juni 2019      | Labour   |
| Minister van Volkshuisvesting |      | Megan Woods        | 27 juni 2019 tot 6 november 2020      | Labour   |
| Minister van Immigratie |      | Iain Lees-Galloway | 26 oktober 2017 tot 22 juli 2020      | Labour   |
| Minister voor Infrastructuur |      | Shane Jones        | 26 oktober 2017 tot 6 november 2020   | NZ First |
| Minister voor Binnenlandse Zaken |      | Tracey Martin      | 26 oktober 2017 tot 6 november 2020   | NZ First |
| Minister van Justitie |      | Andrew Little      | 26 oktober 2017 tot 6 november 2020   | Labour   |
| Minister voor Parlementaire Betrekkingen Leader of the House |      | Chris Hipkins      | 26 oktober 2017 tot 6 november 2020   | Labour   |
| Minister voor Volken uit de Pacific |      | William Sio        | 26 oktober 2017 tot 6 november 2020   | Labour   |
| Minister voor Maori-ontwikkeling |      | Nanaia Mahuta      | 26 oktober 2017 tot 6 november 2020   | Labour   |
| Minister voor Pike River |      | Andrew Little      | 26 oktober 2017 tot 6 november 2020   | Labour   |
| Minister van Politie |      | Stuart Nash        | 26 oktober 2017 tot 6 november 2020   | Labour   |
| Ministerin voor Wetenschap en Innovatie |      | Megan Woods        | 26 oktober 2017 tot 6 november 2020   | Labour   |
| Minister voor Sociale Ontwikkeling |      | Carmel Sepuloni    | 26 oktober 2017 tot 6 november 2020   | Labour   |
| Minister van Belasting |      | Stuart Nash        | 26 oktober 2017 tot 6 november 2020   | Labour   |
| Minister van Staatsaangelegenheid |      | Chris Hipkins      | 26 oktober 2017 tot 6 november 2020   | Labour   |
| Minister voor Statistiek |      | James Shaw         | 26 oktober 2017 tot 6 november 2020   | Greens   |
| Minister van Verkeer |      | Phil Twyford       | 26 oktober 2017 tot 6 november 2020   | Labour   |
| Minister van Toerisme |      | Kelvin Davis       | 26 oktober 2017 tot 6 november 2020   | Labour   |
| Minister van Handel |      | David Parker       | 26 oktober 2017 tot 6 november 2020   | Labour   |
| Minister van Stadsontwikkeling |      | Phil Twyford       | 27 juni 2019 tot 6 november 2020      | Labour   |
| Minister voor Whānau Ora (gezinsleven) |      | Peeni Henare       | 26 oktober 2017 tot 6 november 2020   | Labour   |
| Minister voor Vrouwen |      | Julie Anne Genter  | 26 oktober 2017 tot 6 november 2020   | Greens   |

## Kabinet Ardern II
Bij de parlementsverkiezingen van 17 september 2020 behaalde de Labour-partij een absolute meerderheid, waardoor Ardern een regering kon vormen zonder de deelname van andere partijen. Ardern tekende echter een samenwerkingsovereenkomst met de Groene Partij van Aotearoa Nieuw-Zeeland om de samenwerking van het vorige kabinet voort te zetten. Ardern vermeed dit een coalitie te noemen en benadrukte de samenwerking tussen de partijen.
Ardern omschreef haar tweede kabinet als "ongelooflijk divers". Onder de twintig leden waren acht vrouwen, vijf Māori, drie eilandbewoners in de Stille Oceaan en drie LGBT. De eerste vrouw die het ministerie van Buitenlandse Zaken leidde, werd Nanaia Mahuta. De regering trad op 6 november 2020 in functie.
In januari 2023 legde Ardern haar taken als premier en partijleider voortijdig neer, waarna beide functies werden overgenomen door Chris Hipkins.
| Ambt | foto | Naam            |
| --- | ---- | --------------- |
| Premier van Nieuw-Zeeland Minister van nationale zekerheid en geheime dienst                                                                      |      | Jacinda Ardern  |
| Plaatsvervangend premier Minister van Financiën Minister van Infrastructuur Minister van Sport, Recreatie en Vrije tijd Minister voor Kansspelen  |      | Grant Robertson |
| Minister voor Kinderen Minister van het Penitentiair Systeem                                                                                      |      | Kelvin Davis    |
| Minister van Volkshuisvesting Minister van Onderzoek, Wetenschap en Innovatie Minister van Energie en Hulpbronnen                                 |      | Megan Woods     |
| Minister van Onderwijs Minister voor de strijd tegen Covid-19 Minister van Staatsdiensten Leider van het Huis                                     |      | Chris Hipkins   |
| Minister van Kunst, Cultuur en Erfgoed Minister voor Gehandicaptenvraagstukken Minister van Sociale Ontwikkeling en Werkgelegenheid               |      | Carmel Sepuloni |
| Minister van Volksgezondheid Minister van het Waitangi-verdrag                                                                                    |      | Andrew Little   |
| Procureur-generaal Minister van Milieu Minister van Oceanen en Visserij                                                                           |      | David Parker    |
| Minister van Buitenlandse Zaken Minister van Lokaal Bestuur                                                                                       |      | Nanaia Mahuta   |
| Minister van Politie Minister van Bouw en Constructie                                                                                             |      | Poto Williams   |
| Minister van Landbouw Minister van Plattelandsgemeenschappen Minister van Handel en Exportgroei                                                   |      | Damien O'Connor |
| Minister van Economische en Regionale Ontwikkeling Minister van Bosbouw Minister van Kleine Ondernemingen Minister van Toerisme                   |      | Stuart Nash     |
| Minister van Justitie Minister van Immigratie Minister van Omroep en Media                                                                        |      | Kris Faafoi     |
| Minister van Defensie Minister van Whānau Ora (gezinsleven)                                                                                       |      | Peeni Henare    |
| Minister van Māori-ontwikkeling |      | Willie Jackson  |
| Minister van Binnenlandse Zaken Minister voor Vrouwen                                                                                             |      | Jan Tinetti     |
| Minister van Transport Minister van Banen |      | Michael Wood    |
| Minister van Natuurbehoud Minister van Crisismanagement                                                                                           |      | Kiri Allan      |
| Minister van Handel en Consumentenbescherming Minister van Digitale Economie en Communicatie Minister van Staatsbedrijven Minister van Statistiek |      | David Clark     |
| Minister van Voedselveiligheid Minister van Senioren                                                                                              |      | Ayesha Verrall  |

## Kabinet Hipkins
Het kabinet van de regering Chris Hipkins werd gevormd op 25 januari 2023 met de beëdiging van Chris Hipkins als de nieuwe Premier. Hij verving de Kabinet Ardern II-regering van Jacinda Ardern, die in januari 2023 aankondigde dat ze om persoonlijke redenen zou aftreden als premier. Hipkins herschikte zijn kabinet op 1 februari 2023. Omdat er in oktober 2023 reguliere algemene verkiezingen werden gehouden in Nieuw-Zeeland, werd het kabinet van Hipkins vervangen door Christopher Luxon van de New Zealand National Party met de vorming van het Kabinet Luxon op 27 november 2023.
| Foto                                         | Naam | Naam                   | Partij      | Ambt | Termijn                                                                                | Termijn                                                                         |
| -------------------------------------------- | ---- | ---------------------- | ----------- | --- | -------------------------------------------------------------------------------------- | ------------------------------------------------------------------------------- |
| 01                                           |      | Chris Hipkins          | Labour      | Premier Minister for National Security and Intelligence Minister Responsible for Ministerial Services | 25 januari 2023                                                                        | 27 november 2023                                                                |
| 02                                           |      | Carmel Sepuloni        | Labour      | Deputy Prime Minister Minister for Social Development and Employment Minister for ACC Minister for Arts, Culture and Heritage Acting Minister for Child Poverty Reduction Associate Minister of Foreign Affairs (Pacific Region) Minister for Auckland Minister for Workplace Relations and Safety | 25 januari 2023 1 februari 2023 21 juni 2023                                           | 27 november 2023 1 februari 2023 27 november 2023                               |
| 03                                           |      | Grant Robertson        | Labour      | Minister of Finance Minister for Infrastructure Minister for Sport and Recreation Acting Minister for the Public Service Acting Leader of the House Minister for Cyclone Recovery Minister for Disarmament and Arms Control Minister of Foreign Affairs | 25 januari 2023 22 februari 2023 11 november 2023                                      | 27 november 2023                                                                |
| 04                                           |      | Kelvin Davis           | Labour      | Minister for Māori Crown Relations: Te Arawhiti Minister for Children Minister of Corrections Associate Minister of Education (Māori Education) | 25 januari 2023                                                                        | 27 november 2023                                                                |
| 05                                           |      | Megan Woods            | Labour      | Minister of Housing Minister of Energy and Resources Minister for Building and Construction Associate Minister of Finance Minister for Infrastructure Acting Minister of Police Acting Minister for Economic Development Acting Minister for Forestry | 25 januari 2023 1 februari 2023 15 März 2023 28 März 2023                              | 27 november 2023 20 März 2023 12 April 2023 27 november 2023                    |
| 06                                           |      | Andrew Little          | Labour      | Minister of Health Minister Responsible for the GCSB Minister Responsible for the NZSIS Minister for Treaty of Waitangi Negotiations Minister Responsible for Pike River Re-entry - Lead Coordination Minister for the - Government’s Response to the - Royal Commission’s Report into the - Terrorist Attack on the Christchurch Mosques Minister of Defence Minister for Public Service Minister of Immigration | 25 januari 2023 1 februari 2023 21 Juli 2023                                           | 1 februari 2023 27 november 2023                                                |
| 07                                           |      | David Parker           | Labour      | Minister for Oceans and Fisheries Minister of Revenue Attorney-General Minister for the Environment Associate Minister of Finance Minister for Oceans and Fisheries Minister of Transport | 25 januari 2023 28 März 2023 21 juni 2023                                              | 1 februari 2023 24 Juli 2023 27 november 2023 12 April 2023 27 november 2023    |
| 08                                           |      | Nanaia Mahuta          | Labour      | Minister of Foreign Affairs Minister of Local Government Associate Minister for Māori Development | 25 januari 2023                                                                        | 27 november 2023                                                                |
| 09                                           |      | Poto Williams          | Labour      | Minister of Conservation Minister for Disability Issues Associate Minister for Children | 25 januari 2023                                                                        | 27 november 2023                                                                |
| 10                                           |      | Damien O’Connor        | Labour      | Minister of Agriculture Minister for Biosecurity Minister for Land Information Minister of Rural Communities Minister for Trade and Export Growth Acting Minister of Customs Associate Minister of Transport | 25 januari 2023 3 mei 2023 24 Juli 2023                                                | 27 november 2023 10 mei 2023 27 november 2023                                   |
| 11                                           |      | Stuart Nash            | Labour      | Acting Minister of Police Minister for Economic and Regional Development Minister for Small Business Minister of Tourism Minister of Forestry Minister of Police Minister for Economic Development Minister for Ocean and Fisheries | 25 januari 2023 1 februari 2023                                                        | 1 februari 2023 28 März 2023 15 März 2023 28 März 2023                          |
| 12                                           |      | Peeni Henare           | Labour      | Minister of Defence Associate Minister of Housing (Māori Housing) Associate Minister of Tourism Minister for Whānau Ora Associate Minister of Health (Māori Health) Minister for Accident Compensation Corporation Minister of Tourism Associate Minister for the Environment Minister for Forestry Acting Minister for Veterans Minister for Veterans                                                            | 25 januari 2023 1 februari 2023 12 April 2023 3 mei 2023 10 mei 2023                   | 1 februari 2023 27 november 2023 10 mei 2023 27 november 2023                   |
| 13                                           |      | Willie Jackson         | Labour      | Minister for Broadcasting and Media Minister for Māori Development Associate Minister for ACC Associate Minister of Housing (Māori Housing) Associate Minister for Social Development - and Employment (Māori Employment) | 25 januari 2023 1 februari 2023                                                        | 27 november 2023                                                                |
| 14                                           |      | Jan Tinetti            | Labour      | Minister of Internal Affairs Acting Minister of Education Minister for Women Minister of Education Minister for Child Poverty Reduction | 25 januari 2023 1 februari 2023                                                        | 1 februari 2023 27 november 2023                                                |
| 15                                           |      | Michael Wood           | Labour      | Minister of Immigration Minister of Transport Minister for Workplace Relations and Safety Minister for Auckland Associate Minister of Finance | 25 januari 2023 1 februari 2023                                                        | 21 juni 2023                                                                    |
| 16                                           |      | Kiritapu Allan         | Labour      | Associate Minister for Arts, Culture and Heritage Associate Minister for the Environment Associate Minister of Finance Minister of Justice Minister for Regional Development Associate Minister of Transport Associate Minister of Finance | 25 januari 2023 1 februari 2023 21 juni 2023                                           | 1 februari 2023 24 Juli 2023                                                    |
| 17                                           |      | David Clark            | Labour      | Minister of Commerce and Consumer Affairs Minister for the Digital Economy and Communications Minister for State Owned Enterprises Minister of Statistics Minister Responsible for the Earthquake Commission | 25 januari 2023                                                                        | 1 februari 2023                                                                 |
| 18                                           |      | Ayesha Verrall         | Labour      | Minister for COVID-19 Response Minister for Seniors Associate Minister of Health Minister for Research, Science and Innovation Minister of Health Acting Minister for Food Safety | 25 januari 2023 1 februari 2023 3 mei 2023                                             | 1 februari 2023 27 november 2023 10 mei 2023                                    |
| 19                                           |      | Priyanca Radhakrishnan | Labour      | Minister for Youth Minister for the Community and Voluntary Sector Minister for Diversity, Inclusion and Ethnic Communities Associate Minister for Social Development and Employment Associate Minister for Workplace Relations and Safety Minister for Disability Issues | 25 januari 2023 1 februari 2023                                                        | 1 februari 2023 27 november 2023                                                |
| 20                                           |      | Ginny Andersen         | Labour      | Minister for the Digital Economy and Communications Minister for Seniors Minister for Small Business Associate Minister of Immigration Associate Minister for Treaty of Waitangi Negotiations | 1 februari 2023                                                                        | 27 november 2023                                                                |
| 21                                           |      | Barbara Edmonds        | Labour      | Associate Minister of Health (Pacific Peoples) Minister of Internal Affairs Minister for Pacific Peoples Associate Minister of Housing Associate Minister for Cyclone Recovery Associate Minister of Immigration Minister for Economic Development Minister of Revenue Associate Minister of Finance | 1 februari 2023 24 februari 2023 20 März 2023 12 April 2023 24 Juli 2023               | 24 Juli 2023 27 november 2023 12 April 2023 27 november 2023                    |
| Ministerie voor buitenlandse zaken           |      |                        |             | |                                                                                        |                                                                                 |
| 01                                           |      | Aupito William Sio     | Labour      | Minister for Courts Minister for Pacific Peoples Associate Minister of Education (Pacific Peoples) Associate Minister of Foreign Affairs Associate Minister of Health (Pacific Peoples) Associate Minister of Justice | 25 januari 2023                                                                        | 1 februari 2023                                                                 |
| 02                                           |      | Meka Whaitiri          | Labour      | Minister of Customs Minister for Food Safety Minister for Veterans Associate Minister of Agriculture (Animal Welfare) Associate Minister of Statistics | 25 januari 2023                                                                        | 3 mei 2023                                                                      |
| 03                                           |      | Phil Twyford           | Labour      | Minister for Disarmament and Arms Control Minister of State for Trade and Export Growth Associate Minister for the Environment Associate Minister of Immigration | 25 januari 2023                                                                        | 1 februari 2023                                                                 |
| 04                                           |      | Kieran McAnulty        | Labour      | Associate Minister for Local Government Associate Minister for Transport Minister for Emergency Management Minister for Racing Minister for Local Government Minister for Rural Communities Acting Minister for Transport Deputy Leader of the House Minister for Regional Development Deputy Shadow Leader of the House                                                                                          | 25 januari 2023 1 februari 2023 6 juni 2023 14 juni 2023 24 Juli 2023 27 november 2023 | 1 februari 2023 27 november 2023 21 juni 2023 27 november 2023 30 november 2023 |
| 05                                           |      | Rino Tirikatene        | Labour      | Minister for Courts Minister of State for Trade and Export Growth | 1 februari 2023                                                                        | 27 november 2023                                                                |
| 06                                           |      | Deborah Russell        | Labour      | Minister of Statistics Minister Responsible for the Earthquake Commission Associate Minister of Justice Associate Minister of Revenue | 1 februari 2023                                                                        | 27 november 2023                                                                |
| 07                                           |      | Jo Luxton              | Labour      | Minister of Customs Associate Minister of Agriculture (Animal Welfare) Associate Minister of Education | 10 mei 2023                                                                            | 27 november 2023                                                                |
| Ministers inzake samenwerkingsovereenkomsten |      |                        |             | |                                                                                        |                                                                                 |
| 01                                           |      | Marama Davidson        | Green Party | Minister for the Prevention of Family and Sexual Violence Associate Minister of Housing (Homelessness) | 25 januari 2023                                                                        | 27 november 2023                                                                |
| 02                                           |      | James Shaw             | Green Party | Minister for Climate Change Associate Minister for the Environment (Biodiversity) | 25 januari 2023                                                                        | 27 november 2023                                                                |
| Staatssecretarissen                          |      |                        |             | |                                                                                        |                                                                                 |
| 01                                           |      | Rino Tirikatene        | Labour      | Parliamentary Under-Secretary für die – Minister for Oceans and Fisheries – Minister for Trade and Export Growth (Māori Trade) | 25 januari 2023                                                                        | 1 februari 2023                                                                 |
| 02                                           |      | Deborah Russell        | Labour      | Parliamentary Under-Secretary für den – Minister of Revenue | 25 januari 2023                                                                        | 1 februari 2023                                                                 |
| 03                                           |      | Jo Luxton              | Labour      | Parliamentary Under-Secretary für den – Minister of Agriculture – Minister of Education | 1 februari 2023                                                                        | 10 mei 2023                                                                     |

- Dit artikel of een eerdere versie ervan is een (gedeeltelijke) vertaling van het artikel Kabinett Ardern I op de Duitstalige Wikipedia, dat onder de licentie Creative Commons Naamsvermelding/Gelijk delen valt. Zie de bewerkingsgeschiedenis aldaar.
- Dit artikel of een eerdere versie ervan is een (gedeeltelijke) vertaling van het artikel Kabinett Ardern II op de Duitstalige Wikipedia, dat onder de licentie Creative Commons Naamsvermelding/Gelijk delen valt. Zie de bewerkingsgeschiedenis aldaar.
- Dit artikel of een eerdere versie ervan is een (gedeeltelijke) vertaling van het artikel Kabinett Hipkins op de Duitstalige Wikipedia, dat onder de licentie Creative Commons Naamsvermelding/Gelijk delen valt. Zie de bewerkingsgeschiedenis aldaar.